# Miguel Hidalgo y Costilla
Miguel Hidalgo y Costilla (sinh ngày 8 tháng 5 năm 1753 - mất ngày 1 tháng 8 năm 1811) là một mục sư và đồng thời là người lãnh đạo cuộc kháng chiến giành độc lập của Mexico năm 1810. Ông ra đời tại Corralejo Hacienda, Penjamo, Guanahuato. Năm 12 tuổi, ông được gửi đến học tại Valladolid (nay là Morelia), Michoacan để trở thành linh mục. Miguel Hidalgo chính thức được sắc phong làm linh mục vào năm 1778, khi ông 25 tuổi. Ông học tiếng Pháp tại trường học nên nhờ đó, ông có thể đọc được các tác phẩm mang giá trị của Thời kỳ Khai sáng tại châu Âu, lúc đó đang bị cấm tại Mexico. Ông trở thành linh mục tại ngôi trường cũ của ông Valladolid vào năm 1790, nhưng những suy nghĩ tiến bộ đã khiến ông gặp nhiều rắc rối. Ông bị nhà thờ gửi đi làm linh mục tại nhiều nơi trước khi ông trở thành linh mục địa phận tại Dolores, Guanajuato. Ông đã sử dụng những hiểu biết của mình để giúp người dân Mexico tìm kiếm việc làm, đồng thời ông cũng rất căm ghét những sự cấm đoán của những kẻ cầm quyền sinh ra tại chính quốc Tây Ban Nha.
Miguel Hidalgo về sau theo đuổi sự nghiệp văn học và ông gia nhập nhóm những người ủng hộ việc tách Tân Tây Ban Nha khỏi Tây Ban Nha. Khi bị phát hiện, ông đã không chạy trốn và đọc bài diễn văn nổi tiếng Grito de Dolores và kêu gọi mọi người nổi dậy chống lại chính quyền. Hidalgo trở thành lãnh đạo của quân đội nổi dậy mặc dù không hề được huấn luyện bất cứ gì về quân sự trước đây. Quân khởi nghĩa của ông đã giành được một số thắng lợi nhưng về sau do bị phản bội, ông đã bị chính quyền bắt giữ và xử tử vào ngày 1 tháng 8 năm 1811. Ngày nay, Hidalgo được mệnh danh là Người cha của Mexico.